# 脳神経外科日本橋病院
脳神経外科日本橋病院（のうしんけいげかにっぽんばしびょういん）は、医療法人脳神経外科日本橋病院が大阪府大阪市中央区高津に設置する病院。

## 診療科
- 脳神経外科[1]
- 外科[1]
- 整形外科[1]
- 脊髄・脊椎外科[1]

## 医療機関の指定・認定
（下表の出典）
| 保険医療機関               | 労災保険指定病院                   |
| 生活保護法指定病院         | 指定自立支援病院（更生医療）       |
| 原子爆弾被害者医療指定病院 | 原子爆弾被害者一般疾病医療取扱病院 |

- 救急告示病院（二次救急）[3]
- このほか、各種法令による指定・認定病院であるとともに、各学会の認定施設でもある。

## 交通アクセス
- Osaka Metro（堺筋線・千日前線）「日本橋駅」、近鉄難波線「近鉄日本橋駅」より徒歩3分[4]